# محمد الباشا
محمد غسان الباشا هو لاعب كرة قدم أردني، يلعب لدى نادي البقعة في مركز الدفاع، لعب لدى نادي الوحدات في مركز الدفاع، ولدى الجزيرة الأردني ونادي الرمثا وكانت له تجربة احترافية في نادي التعاون؛ لعب مع الأردن تحت 20 عامًا وشارك معه في كأس العالم لكرة القدم تحت 20 عامًا 2007، ولعب للمنتخب الأردني.

## روابط خارجية
- محمد الباشا على موقع ناشيونال فوتبول تيمز (الإنجليزية)
- محمد الباشا على موقع Soccerway.com (الإنجليزية)